# Hydraena cornelli
Hydraena cornelli är en skalbaggsart som beskrevs av Manfred A. Jäch och Díaz 1998. Hydraena cornelli ingår i släktet Hydraena och familjen vattenbrynsbaggar. Inga underarter finns listade i Catalogue of Life.